# U218 Singles
U218 Singles (również U218, 18 Singles) – album kompilacyjny irlandzkiego zespołu muzycznego U2, który ukazał się 20 listopada 2006 roku. Jest to zbiór 16 największych przebojów grupy z lat 1983–2004 z dodatkiem 2 nowych utworów.
W Polsce składanka uzyskała status dwukrotnej platynowej płyty.

## Lista utworów
1. „Beautiful Day” – 4:05
2. „I Still Haven’t Found What I’m Looking For” – 4:38
3. „Pride (In the Name of Love)” – 3:48
4. „With or Without You” – 4:56
5. „Vertigo” – 3:10
6. „New Year’s Day” – 4:17
7. „Mysterious Ways” – 4:02
8. „Stuck in a Moment You Can’t Get Out Of” – 4:31
9. „Where the Streets Have No Name” – 4:46
10. „The Sweetest Thing” – 3:00
11. „Sunday Bloody Sunday” – 4:40
12. „One” – 4:35
13. „Desire” – 2:59
14. „Walk On” – 4:26
15. „Elevation” – 3:47
16. „Sometimes You Can’t Make It on Your Own” – 5:05
17. „The Saints Are Coming” – 3:21
18. „Window in the Skies” – 4:08

Oprócz znanych przebojów U2 na płycie znajduje się także utwór wykonywany z zespołem Green Day („The Saints Are Coming”) oraz nowa piosenka z płyty, „Window In The Skies”, który jako singel został wydany w styczniu 2007 roku.